# Bonaventura Cavalieri
Bonaventura Francesco Cavalieri (Milano, 1598 – Bologna, 30 novembre 1647) è stato un matematico italiano. In taluni testi viene identificato con il nome latino Cavalerius.

## Biografia

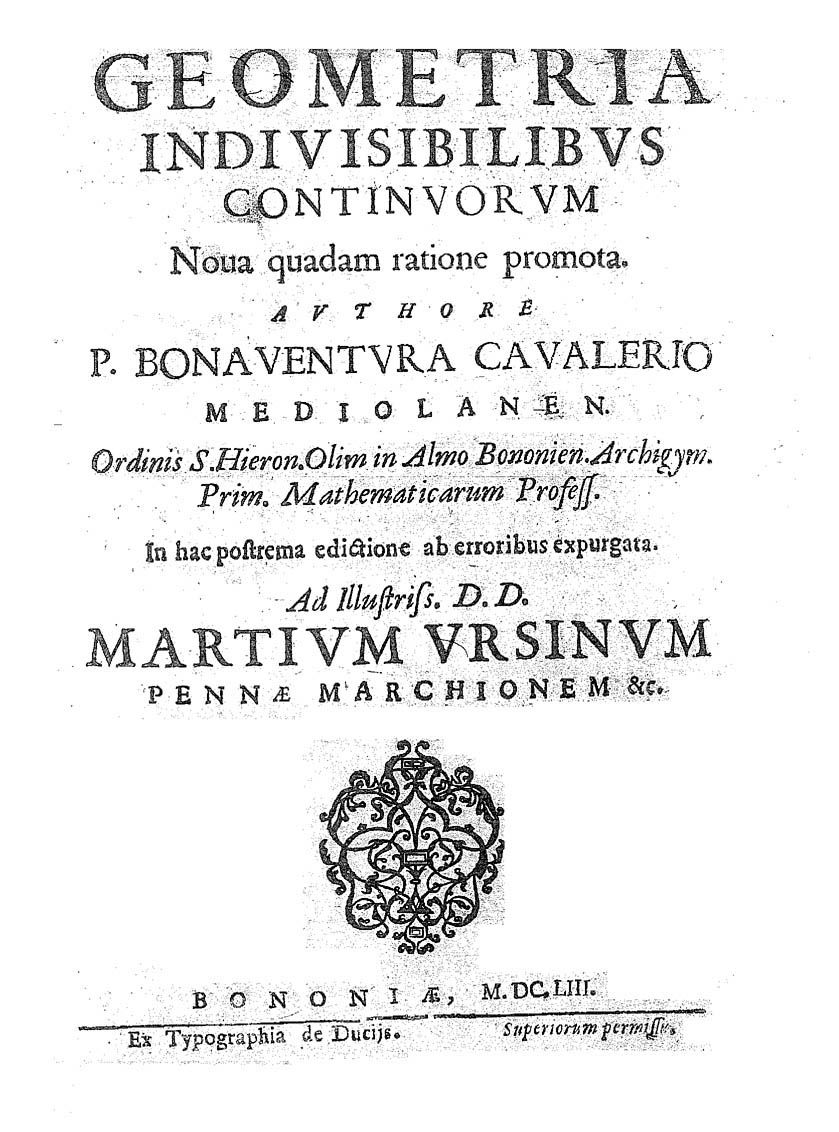
Geometria indivisibilibus continuorum nova quadam ratione promota, 1653

Fu l'ideatore del metodo degli indivisibili, noto anche come Principio di Cavalieri, che lo colloca tra in fondatori del calcolo infinitesimale. Ebbe come allievo il gesuato Stefano degli Angeli.
Francesco Cavalieri prese il nome di Bonaventura, quando entrò in giovane età (1613) nell'ordine dei Gesuati (da non confondersi con quello dei Gesuiti, che annoverò altri grandi matematici del 500-600). Nel 1615, all'età di diciassette anni e terminato il noviziato, pronunciò i voti, indossando l'abito bianco. Successivamente, studiò matematica all'Università di Pisa dove fu allievo di Benedetto Castelli, che ne percepì le notevoli attitudini per le scienze matematiche. A Pisa incontrò Galileo Galilei che, stimandolo uno dei maggiori matematici del suo tempo, ne appoggiò la carriera sino a quando divenne lettore presso l'Università di Bologna, nel 1629.
La prima opera stampata di Cavalieri fu Lo specchio ustorio, overo, Trattato delle settioni coniche, in cui sono mostrate varie applicazioni della teoria delle coniche, tra l'altro all'acustica e alla costruzione degli specchi ustori che danno il titolo all'opera. L'applicazione più interessante è quella al moto dei gravi, in cui Cavalieri, anticipando Galilei (che ne fu molto irritato) dimostra per primo la forma parabolica della traiettoria di un grave.
La fama di Cavalieri è dovuta principalmente al metodo degli indivisibili, usato per determinare aree e volumi: questo metodo rappresentò una tappa fondamentale per la futura elaborazione del calcolo infinitesimale. Fu soprattutto lo stesso Galilei a spingere Cavalieri ad occuparsi dei problemi del calcolo infinitesimale. Egli sviluppò infatti le idee di Galilei e di altri sugli indivisibili incorporandole in un metodo geometrico e pubblicò un'opera sull'argomento intitolata Geometria indivisibilibus continuorum nova quadam ratione promota (1635). In tale opera, un'area è considerata come costituita da un numero indefinito di segmenti paralleli equidistanti e un volume come composto da un numero indefinito di aree piane parallele; questi elementi sono detti rispettivamente indivisibili di area e di volume. Cavalieri si rende conto che il numero di indivisibili che costituiscono un'area o un volume deve essere indefinitamente grande, ma non cerca di approfondire questo fatto. In parole semplici, gli indivisibilisti sostenevano, come dice Cavalieri nelle sue Exercitationes geometricae sex (1647), che una retta è composta da punti come un rosario da grani; che un piano è composto da rette come una stoffa da fili e che un volume è composto da aree piane come un libro da pagine. Essi ammettevano tuttavia che gli elementi costituenti fossero in numero infinito. 

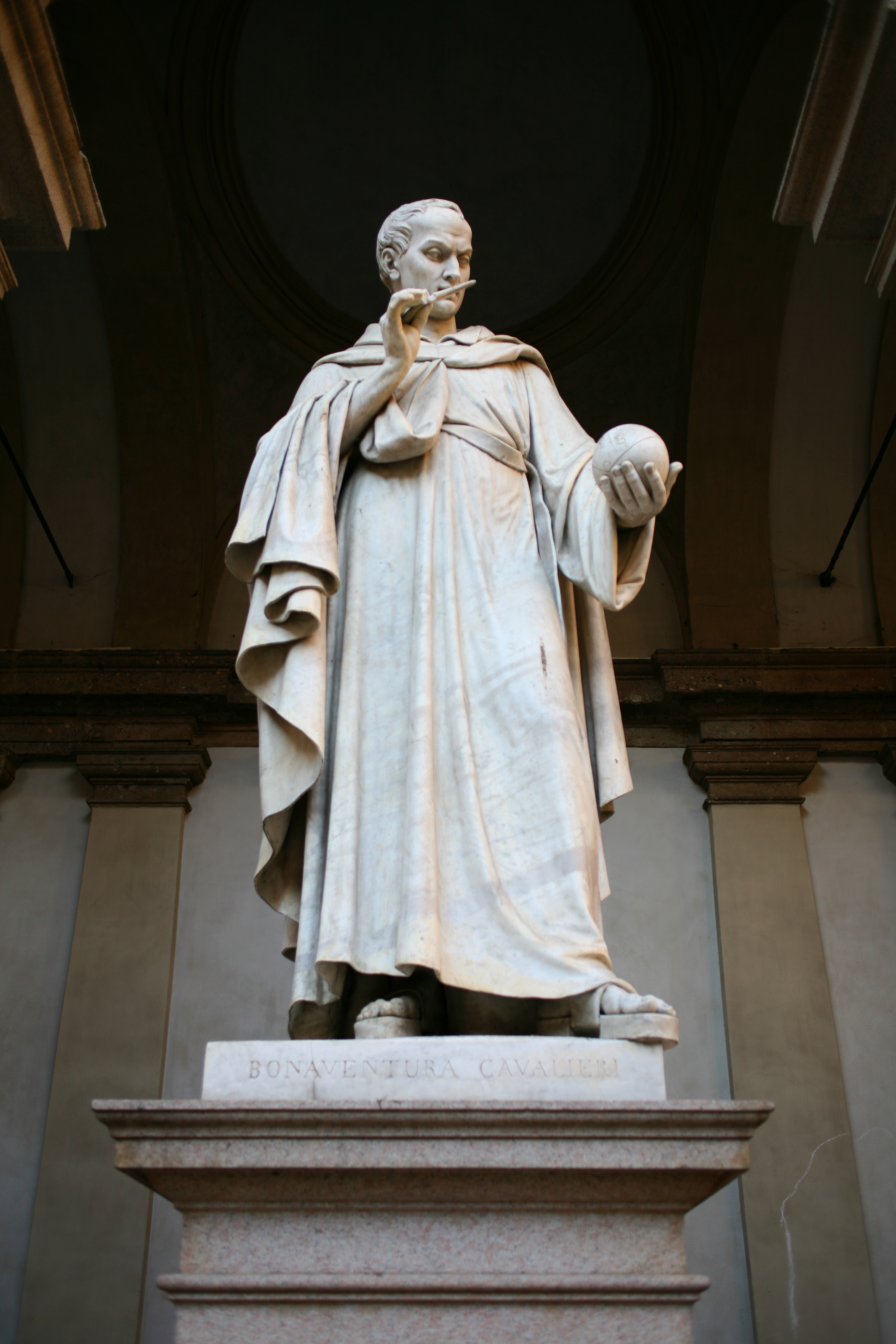
Monumento a Cavalieri a Milano.

Nonostante le critiche dei contemporanei (soprattutto dei gesuiti Guldin e Tacquet), il metodo degli indivisibili venne applicato intensivamente da molti matematici. Altri, come Pascal, si servirono del metodo e anche dello stesso suo linguaggio, pur partendo da diversi presupposti (l'area era vista come una somma di rettangoli infinitamente piccoli piuttosto che come a una somma di segmenti).
Successivamente, costituì un punto di riferimento per alcune delle ricerche geometriche del giovane Evangelista Torricelli. 
Cavalieri trascorse gli ultimi anni della sua vita a Bologna, molestato da continui malanni. Il suo posto all'Università venne poi occupato da Gian Domenico Cassini.
Un monumento marmoreo del Cavalieri è posto nel cortile d'onore dell'Accademia di Brera: ne fu autore nel 1844 il celebre scultore Giovanni Antonio Labus in occasione del sesto Congresso scientifico italiano che lì si tenne in quello stesso anno.
A lui è stato dedicato un cratere lunare, il cratere Cavalieri.

## Opere
- (LA) Directorium generale uranometricum, Bononiae, Typis Nicolai Tebaldini, 1632.
- Lo specchio ustorio, Bologna, Clemente Ferroni, 1632.
- (LA) Geometria indivisibilibus continuorum nova quadam ratione promota, Bononiae, Typis Clementis Ferronis, 1635.
- Compendio delle regole de triangoli con le loro dimostrazioni, Bologna, Giacomo Monti, 1638.
- Nuova prattica astrologica di fare le direttioni, Bologna, Clemente Ferroni, 1638.
- Appendice della Nuova prattica astrologica, Bologna, Clemente Ferroni, 1640.
- (LA) Trigonometria Plana, et Sphaerica, Bononiae, Typis Haeredis Victorij Benatij, 1643.
- Trattato della ruota planetaria perpetua e dell'uso di quella, Bologna, Giacomo Monti, 1646.
- (LA) Exercitationes geometricae sex, Bononiae, Typis Iacobi Montij, 1647.
- Sfera astronomica, Roma, Molo, 1690.